# Trygodes niobe
Trygodes niobe är en fjärilsart som beskrevs av Druce 1892. Trygodes niobe ingår i släktet Trygodes och familjen mätare. Inga underarter finns listade i Catalogue of Life.